# 疋田景兼
疋田 景兼（ひきた かげとも、天文6年（1537年）？ - 慶長10年（1605年）？）は、戦国時代から江戸時代前期にかけての武将、兵法家。姓については、侏田・引田・挽田とも表記される。
上泉信綱（上泉伊勢守）の直弟子で新陰流の兵法家。後世、疋田陰流剣術や新陰疋田流槍術の祖とされた。信綱の甥とも伝えられる。通称は豊五郎（ぶんごろう、文五郎、分五郎とも書く）。号は小伯（虎伯とも書く）。晩年には栖雲斎（せいうんさい）と号した。

## 来歴
加賀国石川郡に、上泉信綱の姉を母に生まれたと伝えられている。信綱に剣術を学ぶ傍ら、赤城山で剣術の修行に打ち込む信綱の生活の世話をしたと伝えられる。信綱に従って長野氏に属し、武田氏や北条氏との戦で活躍する。長野業盛が自害して長野氏が滅亡すると、武者修行に出た信綱に同行し、永禄6年（1563年）には、当時畿内随一との評判が高かった柳生宗厳と信綱の代わりに立ち会い3度とも全て勝ったと伝えられているが、これが記されているのは江戸時代の文献であり、尾張柳生家の伝承では信綱自身が立ち会ったとされ、また、鈴木意伯（神後伊豆守）が立ち会ったと記す文献もある。いずれにせよ、この敗北で宗厳は己の未熟さを悟り即座に信綱に弟子入りしたという。
柳生の里で信綱と別れ、単身諸国を巡り修行を続け、その間、織田信忠、豊臣秀次、黒田長政などに兵法を指南した。景兼は立会いの際「その構えは悪しうござる」と声をかけてから打ち込んでいた逸話を遺す。また徳川家康の前でも演武したが、家康はその剣技を「匹夫の剣」と評して入門せず、柳生宗厳に入門したという逸話もあるが、これは柳生家を持ち上げるために後世創作されたものとも言われている。なぜならば徳川家康は奥山休賀斎（奥平久賀斎とも）に新陰流の流れをくむ神影流を師事していたことがあるため、新陰四天王に数えられる景兼を酷評する必要はなく、景兼が織田信忠や豊臣秀次へ指南していたことから遠ざけられたことを含めて柳生流を持ち上げたものとおもわれる。
上泉信綱以外の兵法家にも師事したことが知られ、新当流雲林院松軒宛ての起請文が残っているほか、景兼が発行したと伝わる伝書によると、念流を学んでいたことがわかる。
のち、丹後の細川氏に仕えたが、文禄4年（1595年）に禄を返上し剃髪、栖雲斎と号して再び6年間の廻国修行を行った。その際、柳生家を訪れ、柳生宗厳の嫡男、新次郎厳勝あてに口伝を遺していることから、晩年に至るも柳生家との関係は深いものであったことがうかがえる。
廻国の後は小倉で細川氏に再び仕え、その後は肥前国唐津藩に一時仕官したとも言われ、最期は大坂城で客死したとも伝えられるが、史実は不明である。慶長10年（1605年）に亡くなったとも言われているが、坂井半介などの弟子に同年以降に免状を出しているので、それ以降に亡くなった可能性もある。

## 弟子
景兼の孫弟子（もしくは弟子とも）の山田勝興（山田浮月斎）は「疋田陰流」を称した。
細川家で上野景用に伝えられた系統は、細川家が熊本に移封したことにより、熊本藩で伝えられた。肥後藩の伝承では嫡子が無かったため上野景用が継承したとされる。
池田忠継、池田忠雄に仕えた猪多重能は疋田流（または新陰疋田流）と名乗り、景兼が教えた槍術、薙刀を発展させた。この流儀は全国に広まった。
これ以外の弟子に、坂井半助、香取新左衛門、中江新八（長谷川宗喜と景兼に学び、柳川藩に電撃抜討流を開いた）らがいる。

## 関連書籍
- 剣の舞（岩明均著 秋田書店、ヤングチャンピオン連載） - 疋田景兼を主人公にした漫画。
- 剣鬼・疋田豊五郎（近衛龍春著、光文社文庫） - 疋田景兼を主人公にした長編小説。
- 柳生兵庫助（津本陽原作 とみ新蔵著、リイド社） - 廻国修行中の柳生兵庫助を「新陰流を超える工夫」で打ち破る
- 新の陰流（斎藤光顕著、郁朋社）- 上泉信綱を師と仰ぐ文五郎の青年時代の葛藤を描く
- 信長の庶子（壬生一郎、2019年～）-主人公である織田信正が、疋田景兼に剣術の指南を受ける。